# وزارة الصناعة والتكنولوجيا المتقدمة (الإمارات)
وزارة الصناعة والتكنولوجيا المتقدمة وزارة حكومية في دولة الإمارات العربية المتحدة مسؤولة عن الإشراف على القطاع الصناعي في البلاد وتعزيزه. أُسِّست الوزراة في يوليو 2020 على خلفية جائحة كوفيد-19؛ لصياغة السياسات والقوانين والبرامج على مستوى الدولة بهدف إنشاء إطار للتنمية الصناعية يساعد على جذب الاستثمار الأجنبي المباشر ودعم ريادة الأعمال الوطنية بالإضافة إلى دفع عجلة خلق فرص العمل.

## الأهداف الرئيسية
تشمل الأهداف الرئيسية للوزارة مايلي:
- دعم وتشجيع الصناعات المحلية الإماراتية وتعزيز قدرتها التنافسية
- تعزيز مكانة الإمارات كوجهة عالمية لريادة صناعات المستقبل.
- جذب الاستثمارات الصناعية المحلية والدولية عن طريق خلق البيئة المناسبة للأعمال.
- تقديم كافة الخدمات والتسهيلات الادارية بجودة وكفاءة عالية.
- ترسيخ ثقافة الابتكار في بيئة العمل المؤسسي.
- الاعتماد على التكنولوجية المتقدمة في الأنظمة والحلول الصناعية.

## مشروع 300 مليار
مشروع 300 مليارهو الخطة الأكبر والأشمل لتطوير القطاع الصناعي في الدولة، وتعزيز مساهمته في تحفيز الاقتصاد الوطني. هدفها النهائي رفع مساهمة القطاع الصناعي في الناتج المحلي الإجمالي من 133 مليار درهم حالياً إلى 300 مليار درهم بحلول عام 2031

تضم الاستراتيجية عدة مبادرات من أهمها:

- دفع عجلة تطوير المنتجات الابتكارية
- تطوير مواصفات ومقاييس تساهم في دعم التكنولوجيا المتقدمة
- إطلاق برنامج تعزيز القيمة الوطنية المضافة وتشجيع الاستهلاك المحلي
- تعزيز مكانة علامة "صنّع في الإمارات" وترويج المنتجات الوطنية وزيادة صادراتها
- التفاوض بشأن اتفاقيات التبادل التجاري والعمل على ضبط نظام تصنيف المنتجات المتداولة المختص بالتصدير والاستيراد
- تحديث قانون تنظيم الصناعة
- توفير تسهيلات تمويلية للقطاعات الصناعية ذات الأولوية، عبر المصارف والمؤسسات الاستثمارية في الدولة
- تحقيق وزارة رقمية بحلول 2022.
- تحديد تعرفة تحفيزية للطاقة والغاز
- إطلاق منصة رقمية موحدة للخدمات والتراخيص الصناعية